# Liste der Botschafter der Vereinigten Staaten in Tadschikistan

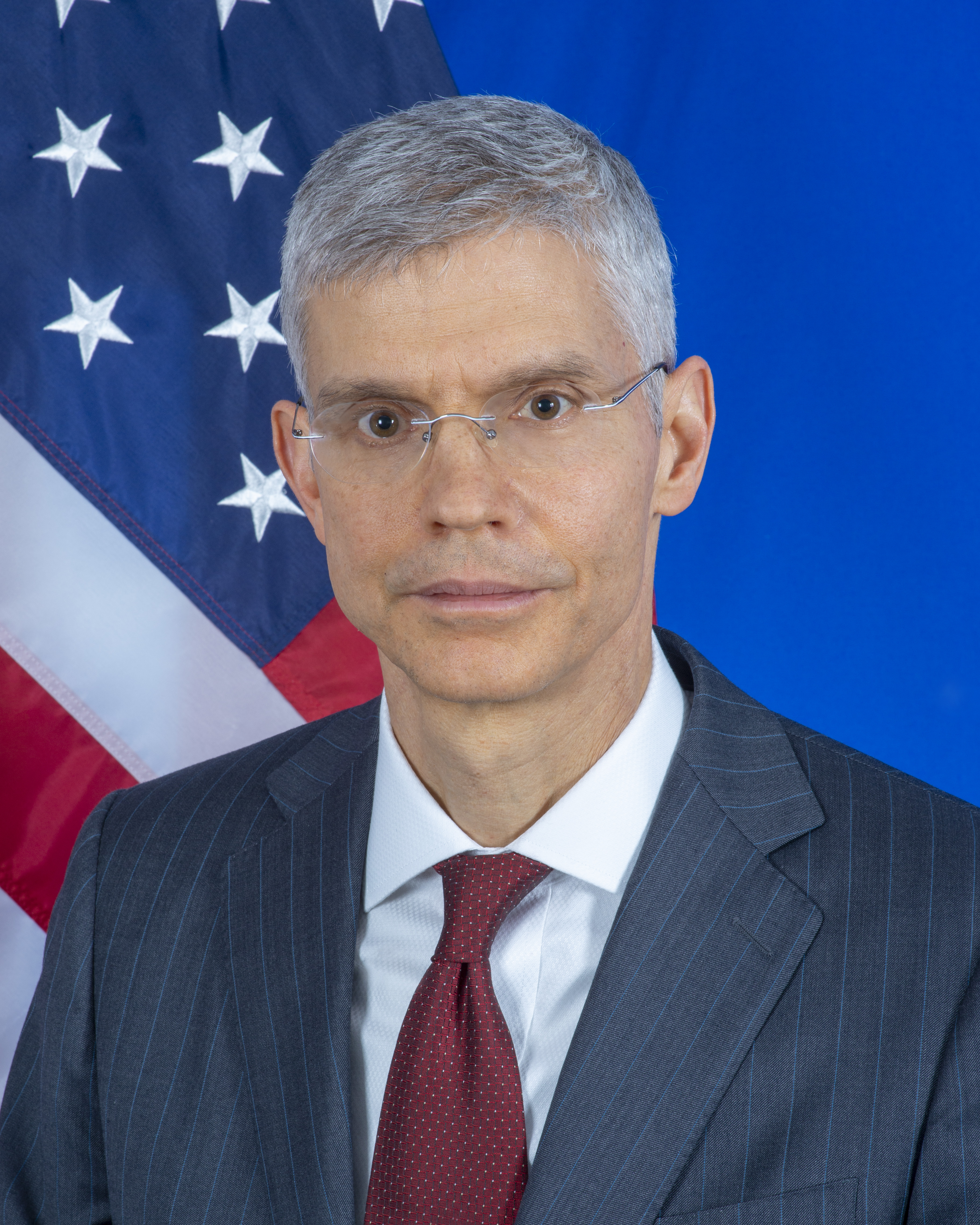
John Mark Pommersheim, derzeitiger Botschafter in Tadschikistan

Der Botschafter der Vereinigten Staaten von Amerika in Tadschikistan ist der Botschafter der Vereinigten Staaten von Amerika in Tadschikistan.

## Botschafter
| Amtszeit  | Name                       | Bemerkung                    |
| --------- | -------------------------- | ---------------------------- |
| 1992–     | Edmund McWilliams          | Chargé d’Affaires ad interim |
| 1992–1995 | Stanley Tuemler Escudero   |                              |
| 1995–1998 | R. Grant Smith             |                              |
| 1998–2001 | Robert Patrick John Finn   |                              |
| 2001–2003 | Franklin Pierce Huddle Jr. |                              |
| 2003–2006 | Richard Eugene Hoagland    |                              |
| 2006–2009 | Tracey Ann Jacobson        |                              |
| 2009–2012 | Kenneth E. Gross Jr.       |                              |
| 2012–2015 | Susan Marsh Elliott        |                              |
| 2016–2017 | Elisabeth I. Millard       |                              |
| 2017–2019 | Kevin Covert               | Chargé d’Affaires ad interim |
| 2019–     | John M. Pommersheim        |                              |